# Neomudéjar

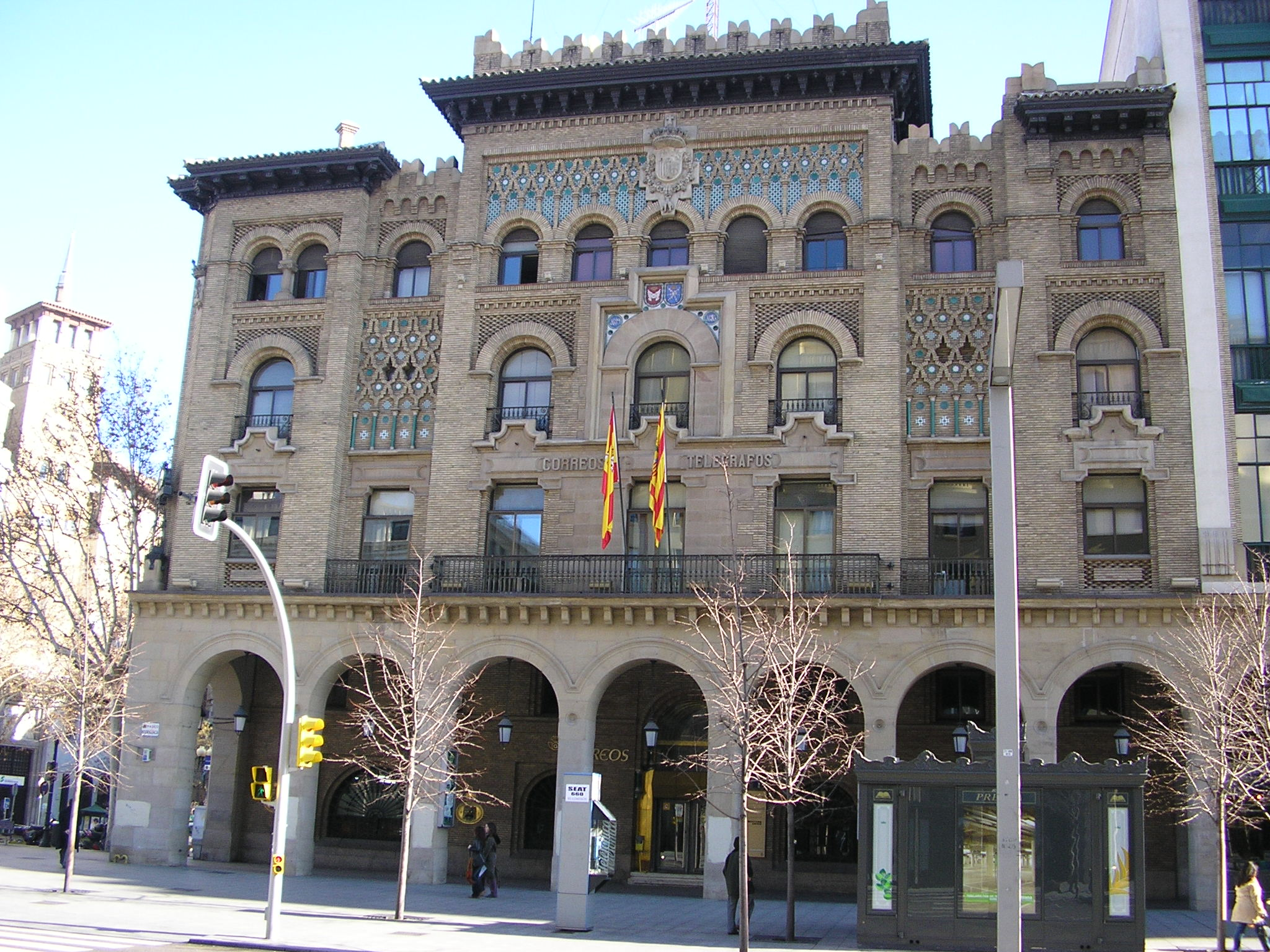
Postahivatal, Zaragoza

A neomudéjar egy olyan építészeti mozgalom, ami Spanyolországban indult és a mudéjar építészet hagyományait élesztette fel. Madridban jelent meg a 19. század végén, és hamarosan elterjedt az ország más területein is. Az építészek, mint Emilio Rodríguez Ayuso, jellemzően és kizárólagosan spanyol stílusként fogták fel a mudéjar művészetet. Épületeiken elkezdték használni a patkó alakú íveket és a homlokzatokon az absztrakt tégladíszítéseket, valamint a régi stílus jellemzői közül néhányat. Az első példa a neomudéjar stílusra a madridi bikaviadal-aréna volt, tervezője Rodríguez Ayuso. A stílus ekkor vált egy erős, szinte kötelező referenciává a bikaviadalok épületeire Spanyolországban, Portugáliában és a latin-amerikai országokban.
Madridban ez lett az egyik legjellemzőbb stílus, s nem csak középületeket, hanem magánházakat is építettek neomudéjar stílusban. Népszerűvé tette az olcsó anyagok, főleg a tégla használata. A neomudéjart gyakran kombinálták a neogótikával olyan építészek, mint Francisco de Cubas, Antonio María Repullés y Vargas vagy Francisco Jareño.
Az 1929-es sevillai Ibéro-Amerikai Kiállítás után a neomudéjar jellemzőinek egy másik áramlata is megjelent: az andalúz építészeti regionalizmus. A Plaza de España vagy a Diario ABC újság irodaépülete Madridban ennek az új stílusnak a példája, ami kombinálta a hagyományos andalúz építészetet a mudéjar jellemzőivel.

## Fontos neomudéjar épületek
- Gran Teatro Falla, Cádiz
- Las Ventas-aréna, Madrid (lebontották)
- Szent Kereszt-templom, Madrid
- La Paloma-templom, Madrid
- Víztorony (Torre de Canal Isabel II), Madrid.
- Escuelas Aguirre, Madrid
- Toledo vasútállomása
- Aranjuez vasútállomása
- Postahivatal, Zaragoza
- Campo Pequeno-aréna, Lisszabon, Portugália

## Galéria

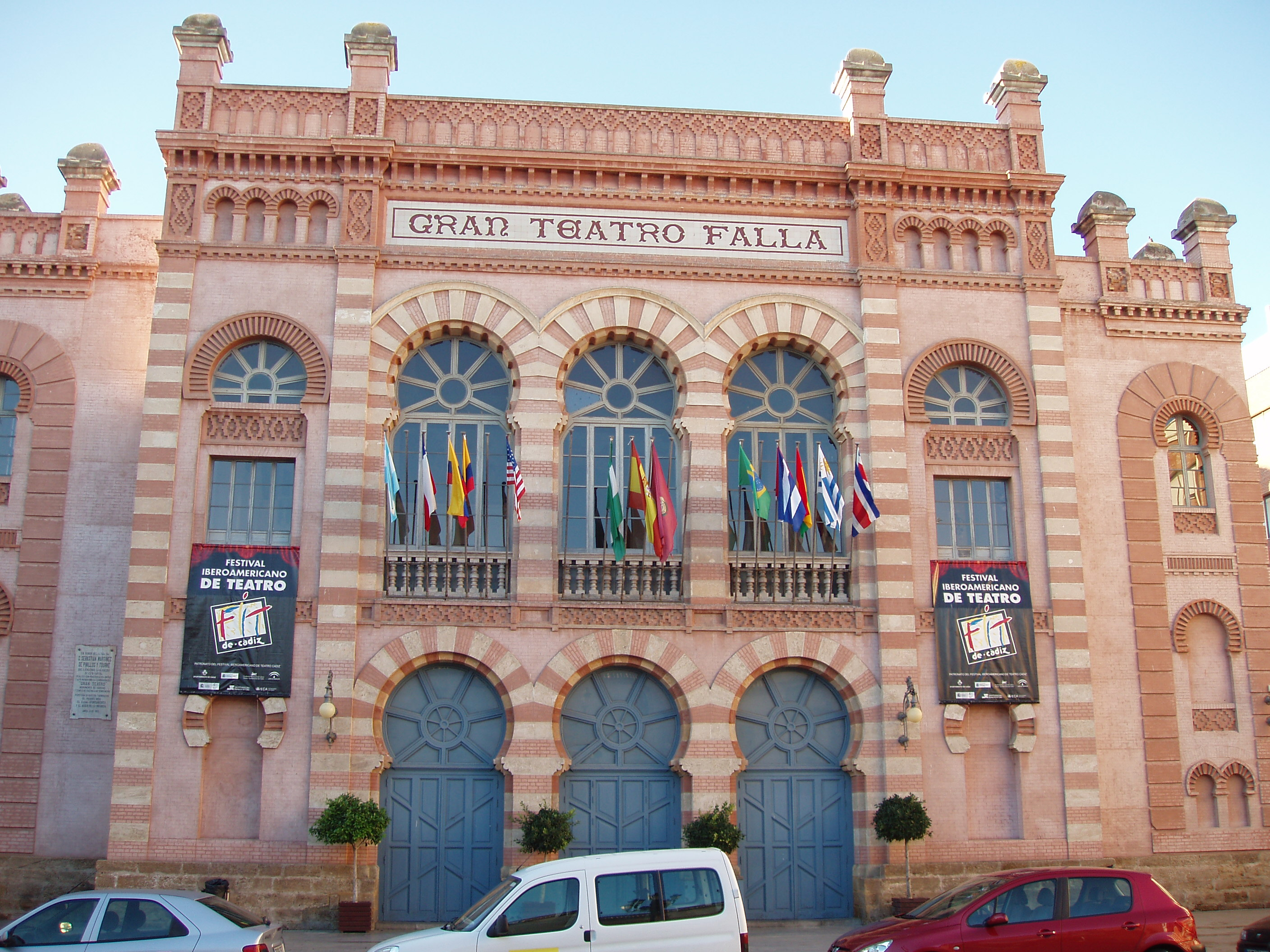
Gran Teatro Falla, Cádiz, (1884)
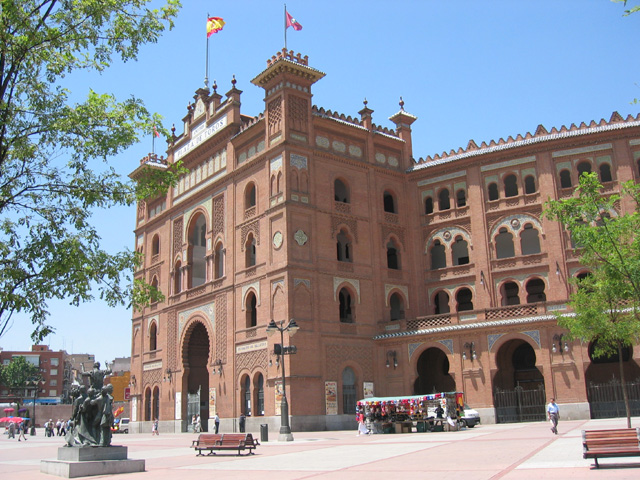
Las Ventas-aréna, Madrid.
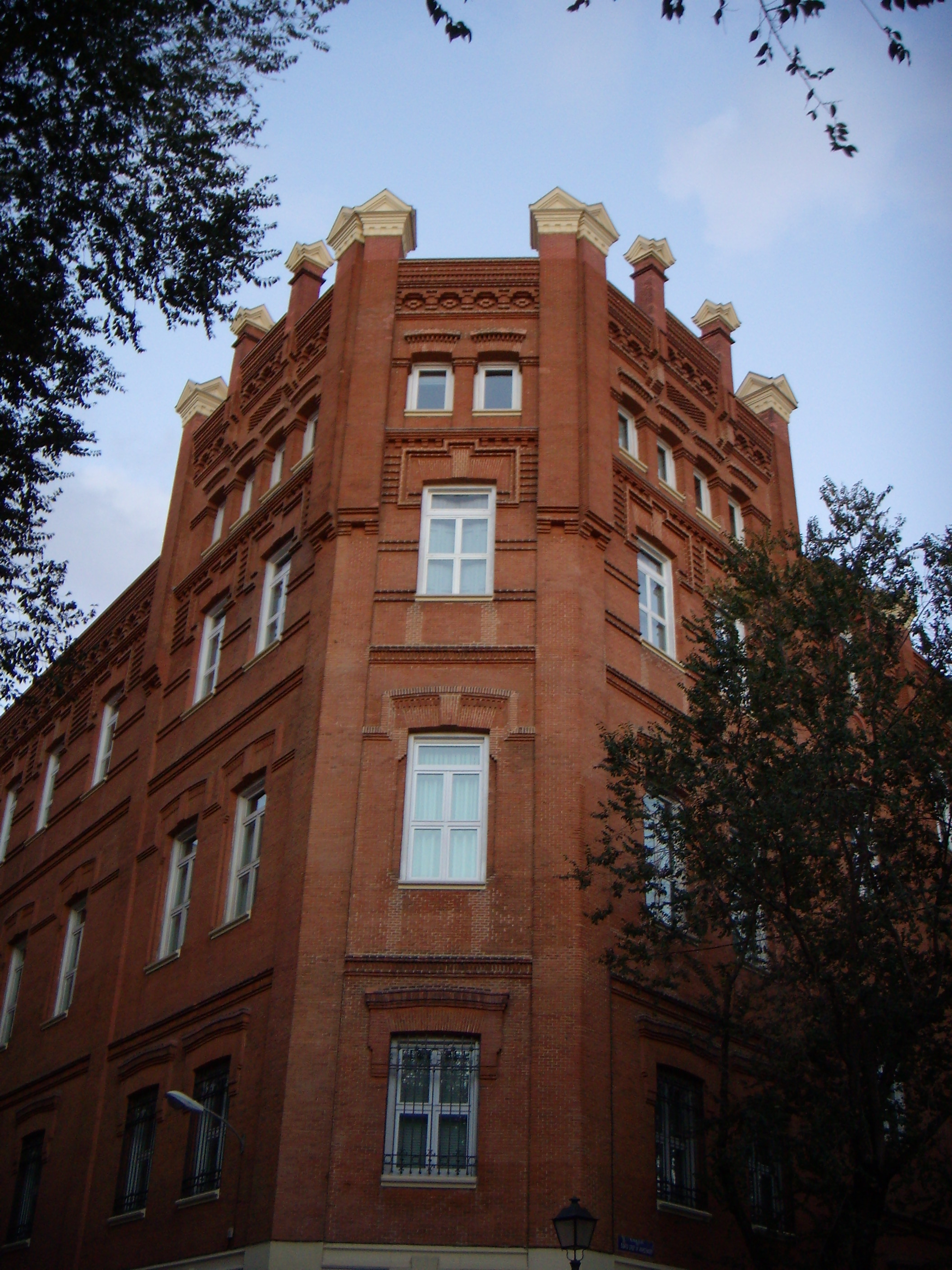
A Comillas Egyetem épülete, Madrid
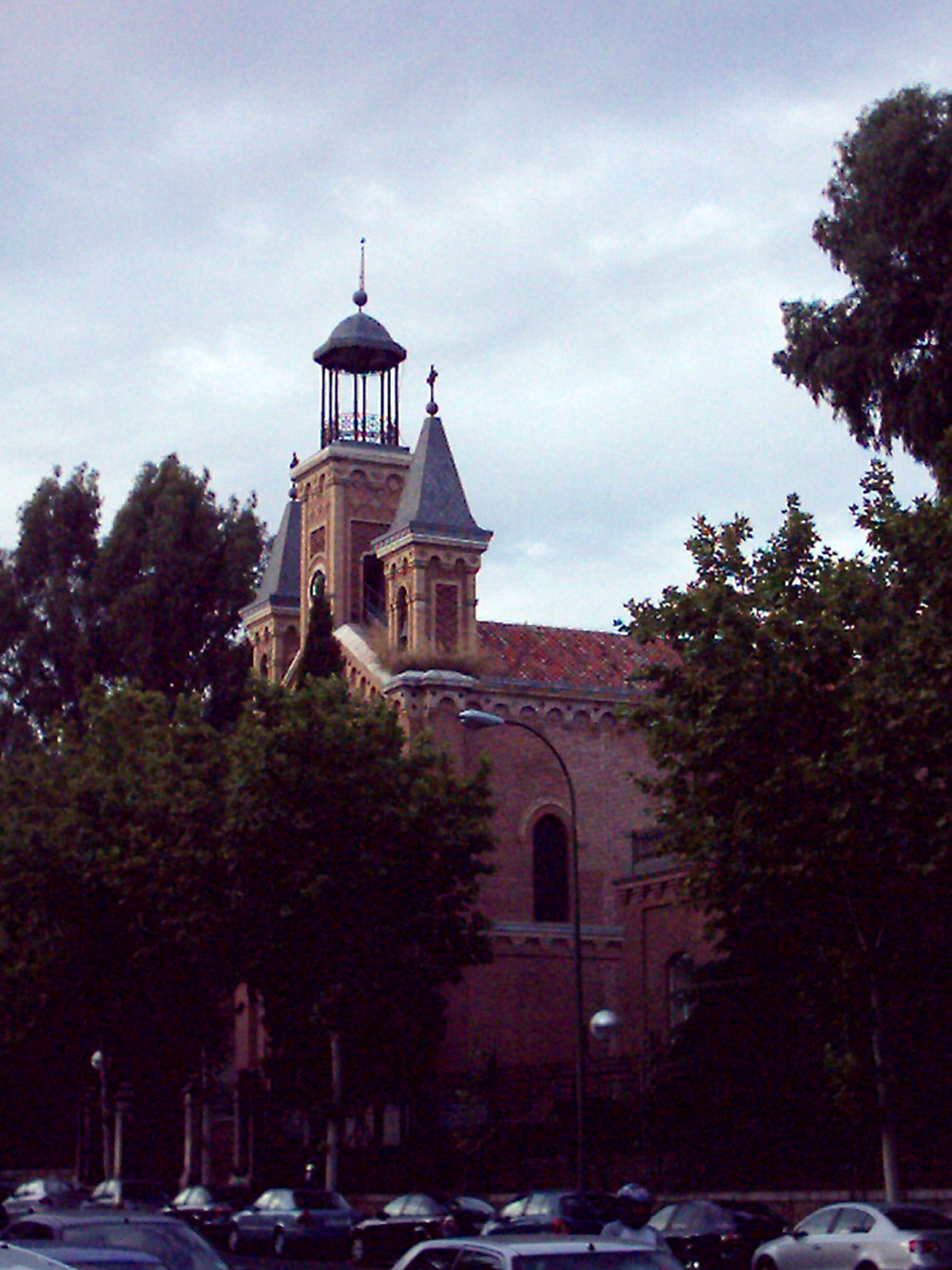
Gyermek Jézus-templom, Madrid, (Francisco Jareño)
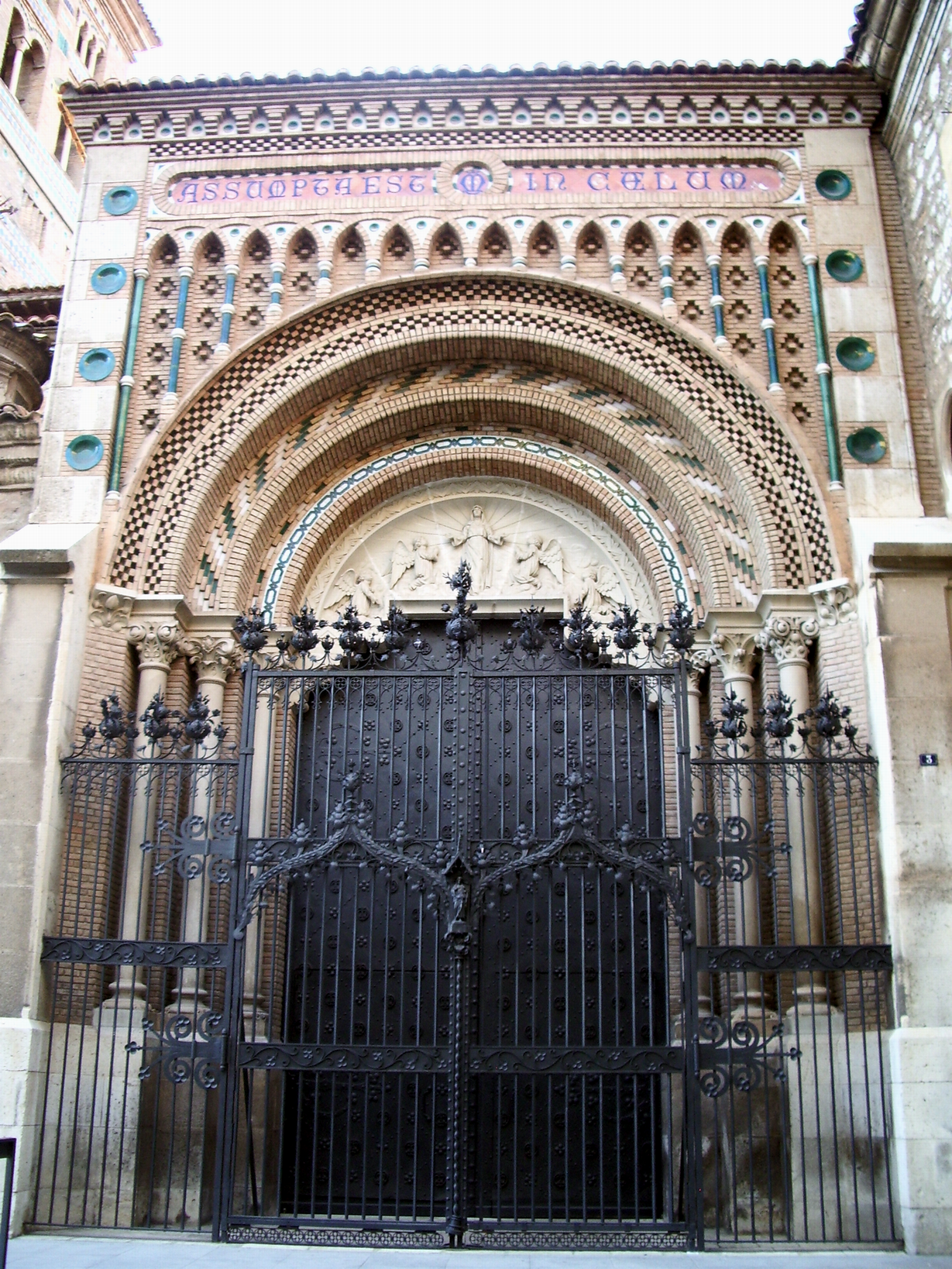
A terueli székesegyház neomudéjar kapuja
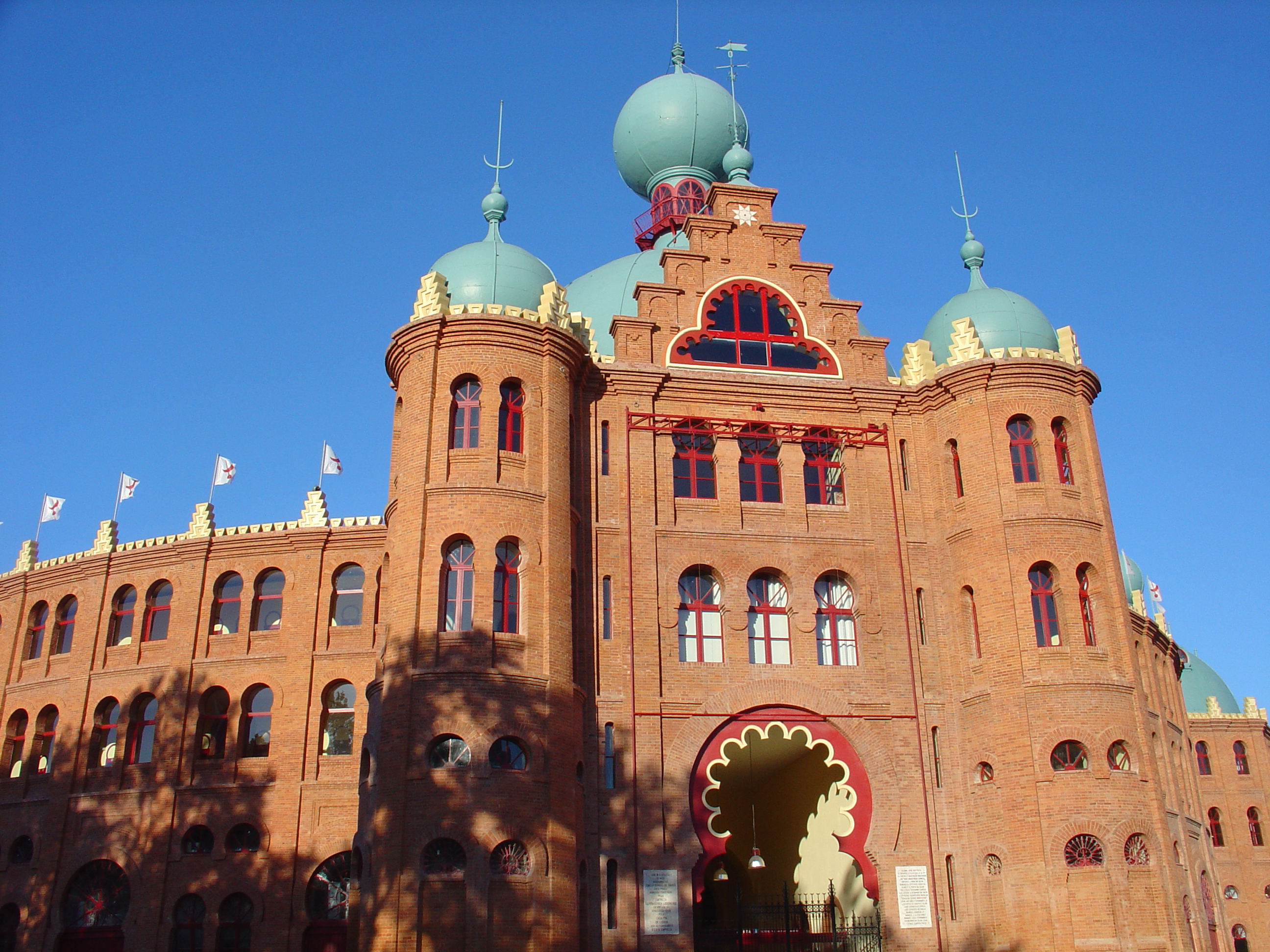
Campo Pequeno-aréna, Lisszabon